# 慣習
在社会学中，慣習（或譯作習性、習癖、慣域）是人们通过个人习惯、技能和性情来感知和回应他们所处的社会世界的方式。

## 概述
正如群体文化和个人史能够塑造一个人的思想的方式，具有共同文化背景（社会阶级、宗教、国籍、族群、教育和职业）的人也会拥有共同的惯习；因此，一个人的惯习会影响并塑造这个人的社会行为。
社会学家皮埃尔·布迪厄认为，惯习包括hexis ，即一个人的举止（姿态）和言语（口音），以及知觉、分类、欣赏、感觉和行动的心理习惯。惯习允许个人根据感覺和直觉来思考和解决问题。这种生活方式（社会态度、特有习性、品味、道德等）会影响生活中对机会的获取；因此，惯习是由个人的社会阶层构成的，但也为个人未来的道路提供了结构。因此，社会结构的再生产是由构成既定社会结构的个体的惯习造成的。
惯习被批评为一个确定性概念，因为作为社会行动者，人们的行为就像哲学家戈特弗里德·莱布尼茨的單子論中提出的自动机一样。

## 起源
惯习（habitus）这一概念早已由亚里士多德使用过。而其现代用法则是由马塞尔·莫斯和后来的莫里斯·梅洛-龐蒂引入的；不过，是皮埃尔·布迪厄将其用作自己的社会学基石，并由此解决了和行动者和结构的社会学问题。
在布迪厄的作品中，惯习由在结构中所处的位置塑造并产生行动，因此当人们行动和展示能动性时，他们也同时反映和再生产社会结构。在关于对历史和人类记忆的依赖的方面，布迪厄借鉴了诺姆·乔姆斯基和讓·皮亞傑的认知和生成图式的想法，并阐述了他的惯习理论。例如，当某种行为或信仰的最初目的无法再被回忆起来，并且被社會化、融入该文化的个体时，该行为或信仰就会成为社会结构的一部分。
布迪厄对惯习的定义如下：
惯习是持久的、可变换的性情倾向系统，是倾向于作为建构性结构而起作用的被建构的结构，也就是作为产生和组织实践和表征的原则而起作用。这些实践与表征能够在客观上与其结果相适应，但同时又不以达到这些目标而进行有意识的目标规划或明确掌握必备的运作程序为前提。
Loïc Wacquant写道，habitus是一个古老的哲学概念，起源于亚里士多德的思想，他提出的hexis（“状态”）概念被中世纪经院哲学翻译为habitus 。布迪厄首次使用这个词语是在1967年为歐文·潘諾夫斯基的Gothic Architecture and Scholasticism的刊后语中。在此之前，社会学已经有该词的用例，例如諾博特·伊里亞思在《文明进程》（The Civilizing Process，1939）中，以及马塞尔·莫斯对“身体技术”（techniques du corps）的论述中。该概念也出现在马克斯·韦伯、吉尔·德勒兹和埃德蒙德·胡塞爾的作品中。
莫斯将惯习定义为扎根于个人、群体、社会和国家的身体或日常实践中的那些文化方面。它包括习得的习惯、身体技术、风格、品味和其他非话语知识（对特定群体而言可能“不言而喻”的知识（Bourdieu 1990：66-67））的总和，这样它就可以在理性意識形態的层面下运作。

## 社会学以外的用法

### 文学批评
该术语也被文学批评借用。例如，乔·莫兰（Joe Moran）在《明星作家：美国文学名人》（Star Authors: Literary Celebrity in America）一书中考察作者身份时，使用该术语讨论作者如何围绕自己的名人和作家地位形成惯习，并体现在他们的写作中。

### 文学理论中的应用
布迪厄的惯习原则与文学理论中的结构主义概念交织在一起。彼得·巴里（Peter Barry）解释说，“文学的结构主义方法中，人们不断地远离对单个文学作品的解释，并同时推动理解囊括它们的更大结构”（2009，第39页）。因此，人们强烈希望了解影响单个文学作品的更大的因素。正如布迪厄所解释，惯习
……是结构化的结构，独特和独特实践的生成原则——工人吃什么，尤其是他吃东西的方式，他从事的运动和他实践的方式，他的政治观点和他表达自己的方式系统性地不同于产业主对应的活动 / 惯习也是结构化的，不同的分类方案分类原则，不同的视野和划分原则，不同的品味。惯习造成不同的差异；他们施加原则，区分好与坏、是与非、雅与俗等等，但它们是不一样的。因此，例如，相同的行为或甚至相同的商品可能对一个人来说显得高贵，对一个人来说是矫饰，而对另一个人来说则是廉价或炫耀。——Bourdieu，1996
因此，惯习可以在文学理论用以理解那些影响个人理论和文学作品的更大的外部结构。

### 身体惯习
身体惯习（或）是体格的医学术语，分为内胚型（endomorphic，相对矮而胖）、外胚型（ectomorphic，相对高且瘦）或中胚型（mesomorphic，健壮的比例）。从这个意义上说，惯习在过去被解释为个体的身体和体质特征，尤其是与发展某种疾病的倾向有关。例如“馬凡氏症候群身体惯习”。

## 延伸阅读
- Bourdieu, Pierre. 1977. Outline of a Theory of Practice. Cambridge University Press.
- Bourdieu, Pierre and Loïc J.D. Wacquant. 1992. An Invitation to Reflexive Sociology. The University of Chicago Press.
- Elias, Norbert. The Civilizing Process.
- Hilgers, Mathieu. 2009. Habitus, Freedom and Reflexivity （页面存档备份，存于） 'Theory and Psychology' Vol. 19 (6), pp. 728-755
- MacLeod, Jay.  1995.  Ain't No Makin' It.  Colorado: Westview Press, Inc.
- Maton, Karl. 2012 'Habitus', in Grenfell, M. (ed) Pierre Bourdieu: Key concepts. London: Acumen Press, revised edition.
- Mauss, Marcel. 1934. "Les Techniques du corps （页面存档备份，存于）", Journal de Psychologie 32 (3-4). Reprinted in Mauss, Sociologie et anthropologie, 1936, Paris: PUF.
- Rimmer. Mark. 2010. Listening to the monkey: Class, youth and the formation of a musical habitus （页面存档备份，存于） 'Ethnography' Vol. 11 (2), pp. 255-283
- Wacquant, Loïc. 2004. Body and Soul. Oxford: Oxford University Press.
- Wacquant, Loïc. 2004. "Habitus." pp. 315-319 in International Encyclopedia of Economic Sociology. Edited by Jens Beckert and Milan Zafirovski. London: Routledge.